# Bouarfa (Blida)
Bouarfa (în arabă بوعرفة) este o comună din provincia Blida, Algeria.
Populația comunei este de 35.910 locuitori (2008).